# 위멍룽

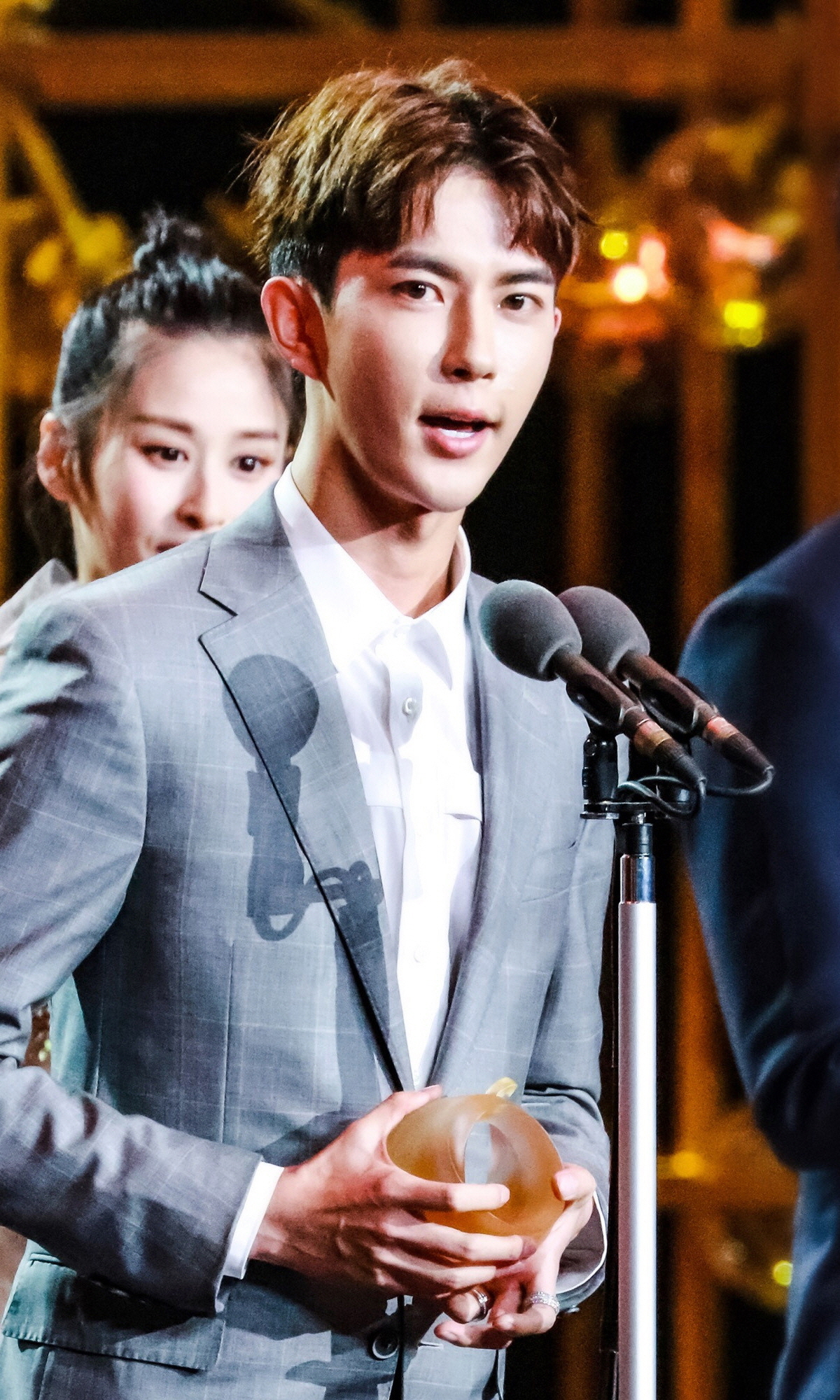

위멍룽(중국어: 于朦胧, 한자음: 우몽롱, 1988년 6월 15일 ~ )은 중국의 배우 겸 가수이다.
우루무치시에서 태어났다.

## 방송
- 파애대회가 (2014)
- 태자비승직기 (2015)
- 삼생삼세십리도화 (2017)
- 현원점지한지운 (2017)
- 량생, 아문가불가이불우상 (2018)
- 신백낭자전기 (2019)
- 수적청준불반역 (2019)
- 청춘포물선 (2019)
- 량세환 : 두 개의 인연 (2020)
- 명월증조강동한 (2020)

## 영화
- 종신일약 (2011)
- 변환적연대 (2012)
- 슈퍼보이 (2014)
- 총림유희 (2014)
- 아취시아 (2014)
- 임시동거 (2014)
- 성인기2 (2014)
- 애정공사 (2015)
- 일각십년 (2015)
- 청설애정회래과 (2015)
- 동성해후 (2016)
- 최명부지겁후중생 (2016)
- 위애방수 (2016)
- 러브 스튜디오 (2016)
- 비지트 더 위도우 빌리지 인 더 나이트 (2016)
- 야틈과부촌 (2017)